# Ана Велика Комнина
Ана Велики Комнин (грч. Άννα Μεγάλη Κομνηνή) је била трапезунтскa царица од 1341. до 1342. из династије Великих Комнина. Била је најстарија ћерка трапезунтског цара Алексија II Великог Комнина (1297–1330) за време владавине свог оца напушта двор и одлази у манастир где постаје монахиња. Након смрти њеног оца, на престолу се смењују: Анин брат цар Андроник III (1330–1332), њен братанац цар Манојло II (1332) и њен најмлађи брат цар Василије (1332–1340). Након Василијеве смрти, власт преузима његова удовица царица Ирина Палеолог, која је само по удаји припадала владајућој династији Великих Комнина од Трапезунтског царства.. У јуну/јулу 1341, Ана је побегла из свог манастира и брзо је почела да прикупља подршку за борбу против царице Ирине. Упркос томе што је била жена и донедавно монахиња, а постојало је неколико могућих мушких наследника њене династије, Ана је привукла значајну подршку провинција царства, етничких мањина попут народа Лаз и Зан, као и грузијских војника, било плаћеници или снаге које је послао краљ Ђорђе V од Грузије.
Дана 17. јула 1341. године, Ана је без борбе заузела Трапезунт и крунисала се за царицу, царица Ирина је абдицирала неколико дана раније. Многи од истих елемената трапезунтског племства који су се супротстављали царици Ирини такође су се супротстављали царици Ани и уместо тога су преферирали мушког наследника, могући претендент са највећом подршком био је Анин стриц Михаило. Дана 30. јула 1341, Михаило је стигао у Трапезунт са намером да ожени царицу Ирину, али након што је сазнао да је свргнута намеравао је да преузме престо за себе. Иако је у почетку био топло примљен, његова пратња је поражена и следећег јутра је ухваћен и затворен. Пошто је победила свог најопаснијег ривала, царица Ана је наставила да влада нешто више од годину дана. Иако је била војно успешна, поразивши јуришну силу Ак Којунлуа 1342. године, Анина унутрашња и економска политика изазвала је извесно противљење њених сопствених присталица. Царицу Ану су свргнули неки елементи трапезунтског племства крајем августа или почетком септембра 1342. и задављена је 3. септембра. Следећег дана, Михаилов син Јован III заузео је Трапезунт уз подршку једног дела племства.

## Младост
Ана Анахутлу, рођена крајем 13. века, била је најстарија ћерка цара Алексија II Великог Комнина, који је владао Трапезунтским царством од 1297. до 1330. године. Имала је четири старија брата; Андроника III (цар 1330–1332), Василије (цар 1332–1340), Михаило и Ђорђе и једну млађу сестра Евдокију. Михаила и Ђорђа је 1330. године убио цар Андроник III по његовом ступању на престо. Рано у свом животу, Ана је постала монахиња и највећи део њеног живота провела је усамљено у манастиру. Као монахиња, Ана је можда била заштитница малог манастира посвећеног Светом Јевтимију Великом, вероватно у Јерусалиму. Ово је можда био исти манастир у коме је она била монахиња.Иако су у овом периоду постојале блиске верске везе између Трапезунта и Јерусалима, Анина повезаност са овим манастиром поткрепљена је само једним документом упитне аутентичности.
Значење и етимологија Анниног другог презимена, Анахутлу, није познато, али изгледа да је турског порекла. Можда је име на неки начин настало од њене мајке Грузијке, Џијаџак Џакели, пошто су се такви обрасци именовања почели појављивати у Грузији почетком 13. века, под утицајем земље која је потпала под власт монголско царство. Алтернативно, могуће је да је Анахутлу био надимак и комбинација Аниног имена и турске речи кутлу, у ком случају би то значило "блажена Ана". Анина најмлађа браћа су имала слична наизглед турска додатна презимена: Михаило се звао Азачулу, а Ђорђе Ахпуга. Име Азачутлу, које се понекад односило и на Ану, очигледно се понекад користило и за њеног деду грузијског порекла по мајци, Бека I Џакелија.

## Успон на престо
Анин брат цар Андроник III умро је 8. јануара 1332, а наследио га је његов малолетни син цар Манојло II Велики Комнин. Цар Манојло II је владао само осам месеци, збацио га је  његов стриц и Анин брат цар Василије 23. септембра 1332. године. После брака без деце са царицом Ирином Палеолог, ванбрачном ћерком византијског цара Андроника III Палеолога, цар Василије је у јулу 1339. оженио другу жену, такође по имену Ирина, са којом је већ имао два ванбрачна сина. Није јасно на основу чега је цар Василије могао да тврди да је његов брак са Ирином Палеологином неважећи или да ли је икада успео да се разведе од своје прве жене. Умро је у нејасним околностима недуго затим, 6. априла 1340. године. Сумњало се да је царица Ирина Палеолог играла неку улогу у Василијевој смрти, посебно имајући у виду да је профитирала тиме што је одмах након тога заузела трапезунтски трон. Да би стабилизовала своју власт, царица Ирина је послала своје највеће ривале, Василијеву другу жену и њихова два сина, свом оцу у Цариград као таоце.
Овај потез је отуђио многе међу трапезунтским племством, који су се надали да ће долазак младих принчева на трон омогућити племству стицање богатства и моћи. Убрзо су се у племству формирале две сукобљене фракције: Схоларији и Амицантарији, формирани око истоимених племићких породица. Царицу Ирину су подржавали Амицантарији, као и италијански и византијски плаћеници. Схоларији су себе сматрали поборницима сећања на цара Василија и својих урођеничких права, према Џорџу Финлеју који се супротстављао царици Ирини као „цариградском странцу“. Царица Ирина је држала сам град Трапезунт, али су се Схоларији настанили у оближњем, готово неосвојивом, манастиру посвећеном Светом Евгенију Трапезундском. Према Нићифору Григори, неки међу трапезунтским племством који су се противили царици Ирини надали су се да ће једног од Василијевих младих ванбрачних синова прогласити за цара и владати преко њега као марионете.
Царица Ирина је схватила да и као жена и као странкиња без икаквих легитимних веза са трапезунтским престолом неће моћи дуго да се задржи на власти. Као таква, послала је гласнике свом оцу у Цариград, тражећи од њега да јој пошаље племића за кога би се могла удати и који ће јој бити савладар, и који ће командовати њеном војском, водити њену администрацију и помоћи јој да сузбије своје непријатеље. На несрећу по царицу Ирину, њени гласници стигли су до цара Андроника III у време када је био заузет припремама за поход на Епирску деспотовину, и он је умро 15. јуна 1341, а да није имао времена да помогне царици Ирини да пронађе муж. У исто време, Иринина политика давања услуга само одабраним дворјанима отуђила је неке од њених присталица и поделила њен двор на неколико сопствених фракција.
У јуну/јулу 1341. године, Ана је побегла из свог манастира, убеђена од стране једног дела трапезунтског племства, и отпутовала је у земље народа Лаза, источно од Трапезунта, где је проглашена за царицу. Смрт њене браће учинила је Ану и њену млађу сестру Евдокију, удату за турског племића, једином преосталом децом цара Алексија II, и као најстаријом сестром, Ана је била најближи законити наследник цара Василија. Ану су као царицу преферирале етничке мањине царства, као што су народи Лаз и Зан, као и већина провинцијског становништва, с обзиром да је припадала династији Великих Комнина, а не страној породици Палеолога. Ану је такође подржавао велики контингент грузијских војника, мада је нејасно да ли је ово било званична грузијска интервенција грузијског краља Ђорђа V у унутрашњу политику Трапезунтског царства, или су трупе биле само плаћеници и мештани. Непознато је зашто су ове различите групе преферирале Ану у односу на друге могуће кандидате. Она је била из династије Великих Комнина, али такође није била само жена, већ и бивша монахиња која је напустила манастир под сумњивим околностима. Њена браћа су била мртва, али у њеној породици је било живих мушких чланова, најистакнутији претендент је Михаило, брат цара Алексија II и Михаилов син Јован, иако су обојица живели далеко у Константинопољу. Рустам Шукуров је 1995. године спекулисао да је Ана можда покушала да ојача свој легитимитет примећујући да њено име чини крај инверзне АИМА-секвенце и да јој је стога суђено да влада.
Ана је кренула на челу своје војске директно на Трапезунт, а да није наишла на противљење. Бројни мештани су се чак придружили и појачали Анину војску на путу ка Трапезунту. Убрзо након што је Ана стигла у престоницу, Иринина популарност и подршка су нагло опали због губитака током пљачкашких упада суседног Ак Којунлуа. Пљачкаши су стигли до самих зидина Трапезунта, док су Иринини плаћеници из Цариграда побегли без борбе. Пљачкашки одреди су спалили село и оставили велики број несахрањених тела толико да је постојао велики страх да ће доћи до избијања болести. Услед тога, Ирина се одрекла престола неколико дана пре Анниног доласка у град. Одмах по доласку у Трапезунт 17. јула 1341. Ана је примљена у град и призната за нову царицу.

## Владавина
Иако је била популарнија од царице Ирине Палеолог, то што је Ана жена значило је да су многи међу трапезунтским племством сматрали да је старији мушки наследник, Анин стриц Михаило, погоднији за владање царством. Схоларији, као и неколико неповезаних племићких породица, као што су Чанихити, Доранити, Камацхенои, Кавасити и Мицомати, били су једнако супротстављени царици Ани као и царици Ирини Палеолог. Међутим, Амицантарији, који су раније били главне присталице царице Ирине, прешли су на Анину страну.
Дана 30. јула 1341. године, мање од две недеље након Анниног ступања на трон, Михаило Велики Комнин је стигао у Трапезунт, у пратњи Никите Схоларија и Григорија Мицомата. Разлог његовог појављивања није заправо био тражење престола, већ то што су га намесници младог сина цара Андроника III Палеолога, новог византијског цара Јована V Палеолога, изабрали као најпогоднијег мужа царици Ирине Палеологини. Стигавши са три византијска ратна брода и контингентом византијских трупа, Михаило се без противљења искрцао близу Трапезунта и примили су га остале вође Схолараната. Иако је изгледало вероватно да ће сам Михаило преузети трон, његов долазак заједно са византијским трупама и његова намера да се ожени царицом Ирином фрустрирали су Лазе који су подржавали царицу Ану и отерали царицу Ирину са престола. Сумњајући у то да ли су имали подршку народа, Лази су радили на обезбеђивању Анине даље владавине путем издаје. Убрзо по доласку, Михаила је примио локални митрополит Акакије и примио је заклетве верности од разних званичника и великаша. Његово крунисање за цара требало је да се одржи следећег дана, али је тог јутра наишао на широко распрострањено неслагање и противљење. Током целе ноћи, Лази и разни племићи који су наклоњени царици Ани, радили су на подстицању побуне међу људима у граду. После тешке битке, трупе Лаза су победиле Михаилове византијске трупе и заузеле три византијска ратна брода која су га пратила. Убрзо након ове победе, царица Ана се обрачунала и са Михаилом и са царицом Ирином. Царица Ирина је враћена породици у Цариград, након чега нестаје из историје, а Михаило је послат као заробљеник у град Ејнион а касније пребачен је негде у област Лимније у најзападнијим деловима царство.
Анине кључне присталице очекивале су да ће њена администрација бити наклоњена провинцијском и негрчком становништву царства и да ће она способно бранити царство од његових бројних спољних непријатеља. Иако је Ана била војно успешна; сузбивши други напад Ак Којунлуа у августу 1342. њена унутрашња и економска политика разочарала је неке од оних који су подржавали њено ступање на трон. Царици Ани се нису супротстављали само Схоларанати, већ и на међународном плану Палеолози од Византијског царства, разочарани Ирининим збацивањем, као и републике Венеција и Ђенова. Анина победа над Ак Којунлуом није обесхрабрила њене противнике, а чак се чини да су неки међу Амицантариојима престали да је подржавају отприлике у то време.
Иако Михаило и царица Ирина више нису били претње, Схоларанати су брзо решили да забце царицу Ану са власти, користећи другог кандидата: Михаиловог сина Јована. Према каснијим изворима, Схоларанати су се противили царици Ани због великог утицаја било Лаза или Амицантарија на царицу и царство. После Михаиловог неуспеха да заузме трапезунтски престо, неке од водећих личности схолараната, укључујући Никиту Схоларија, Григорија Мицомата, Михаила Мицомата и Константина Доранита, побегле су из Трапезунта на венецијански брод. Такође у пратњи два сопствена ратна брода, група је отпутовала у Цариград како би преклињала Јована Великог Комнина да преузме трон. Јован је прихватио и група је напустила Цариград 17. августа. У повратку су ангажовали још три галије из Ђенове.
Крајем августа/септембра, Схоларанати су успели да свргну Ану и она је 3. септембра 1342. задављена. Неколико дана раније, 27. августа, Јован и његова пратња су стигли у Трапезунт и искрцали се у источним деловима града, близу хиподрома. После кратких борби на улицама, Јованове присталице су силом ушле у царску палату 4. септембра 1342. године, и Јован је постао цар као Јован III Велики Комнин. Након Јовановог ступања на власт, дошло је до чистки Анниних присталица, при чему су убијени многи Лази и Амицантарији, као и многе Анине присталице у провинцијама царства. Године 1344. монах по имену Герасим, који је живео у манастиру Светог Јевтимија Великог у Јерусалиму, написао је успомену на Ану.